# В твоих венах
«В твоих венах» (швед. I skuggan av värmen) — шведский фильм в жанре драма 2009 года.

## Сюжет
Романтическая история, повествующая о наркозависимой девушке Еве. Однажды она знакомится с парнем Эриком, полицейским. Девушка скрывает от него свою зависимость. Узнав об этом, Эрик желает помочь Еве во что бы то ни стало...

## Актёры
- Малин Крепин — Ева
- Юэль Киннаман — Эрик
- Малин Леванон — Миа
- Камарон Сильверек — Самуэль
- Мартин Алиага — Томас
- Марианн Карлбек-Строот — бабушка Евы
- Юхан Хольмберг — Патрик
- Юхан Чюлен — Ингмар
- Юхани Ахонен — охранник, коллега по работе Евы
- Чарли Диар — мальчик на лестнице

## Интересные факты
- Фильм снимали в Питео, Лулео и Стокгольме
- 29 января 2009 года фильм был представлен на Гётеборгском кинофестивале
- 5 августа 2009 года фильм появился на DVD, а в 2013 году был показан на канале «Sveriges Television»[1]